# Edmond Hall
Edmond Hall, (New Orleans, 1901. május 15. – Cambridge, 1967. február 11.) amerikai dzsesszklarinétos, zenekarvezető. Kezdetben inkább bariton szaxofonosként, mint klarinétosként vált ismertté.

## Pályafutása
Hall ugyan autodidakta volt, de zenész családban. Apja, Edward Blainey Hall, klarinétos, testvére, Robert (klarinét, szaxofon), Clarence (szaxofon, gitár, bendzsó) és a legfiatalabb Herb (klarinét), számos albumon hallható, többek között Wild Bill Davisonnal. Akárcsak Johnny Dodds, Frank Teschenmaker és Pee Wee Russell, neki is a dallamai is túlnyomórészt staccato-alapúak voltak. A technikai korlátok ellenére Hall mind a bluesban, mind és a lírai darabokban bravúrokat tudott véghezvinni játékának mindig felismerhető mély érzelmessége alapján.
Az 1920-as években helyi zenekarokban játszott az Egyesült Államok déli részén, köztük a Pensacola Jazzersben, később New Yorkban, különösen Frankie Newton trombitás mellett, 1942-44 között pedig Teddy Wilsonnal.
Ezután saját zenekarokkal játszott. A legjobb Pee Wee Russell zenészekkel dolgozott. Az 1950-es évek közepén Louis Armstrong Allstars tagja volt. 1956-ban Chicagóban turnézott, ahol június 1-én kiváló előadást csináltak Trummy Younggal (harsona), Billy Kyle-lal (zongora), Dale Jones-szal (basszusgitár), Barrett Deems-szel (dob) és Louis Armstronggal. Armstrong Allstar koncertjein Hall rendszeresen a figyelem középpontjába került személyes bravúros „Dardanella” című darabjával. Koncerteken és lemezfelvételeken is részt vett Claude Hopkinsszal, Billie Holiday-el, Lionel Hamptonnal, Joe Sullivannel, Coleman Hawkinsszal, Jack Teagardennel, Harry Belafonte-vel és másokkal. Alkalmanként tagja volt Eddie Condon legendás együttesének olyan zenészekkel, mint Bill Davison, Max Kaminsky és George Bruni.
1966. decemberében − néhány héttel halála előtt − egy sor legendás dalt vett fel Koppenhágában a Papa Bue Viking Jazzbanddel, köztük „Ed's Blues”-t.

## Zenekarvezető
- 1937–44: The Chronological 1937–1944 (1995)
- 1941–44: Profoundly Blue (1998)
- 1941–44: Celestial Express (1969)
- 1943–44: Jamming in Jazz (1951) (& Sidney De Paris)
- 1943: Swing Session With Edmond Hall (1959)
- 1944: Rompin' in '44
- 1944–45: The Chronological 1944–1945 (1996)
- 1949: Jazz at the Savoy (1954)
- 1958: Petite Fleur (1959)
- 1959: Rumpus On Rampart St. (1959)
- 1966: Edmond Hall with Alan Elsdon's Band (1995)
- 1964–67: Edmond Hall's Last Concert (1996)

### Zenekari tag
- Louis Armstrong, European Concert by Ambassador (1955)
- Louis Armstrong & Eddie Condon, At Newport (1956)
- Louis Armstrong, Louis and the Good Book (1958)
- Chris Barber's American Jazz Band (1959)
- Eddie Condon, Bixieland (1955)
- Eddie Condon, Jammin' at Condon's (1955)
- Bill Davison, Ringside at Condon's Featuring Wild Bill Davison (1956)
- Vic Dickenson, The Vic Dickenson Showcase (1953)
- Vic Dickenson & Urbie Green, Slidin' Swing (1957)
- Bud Freeman, Midnight at Eddie Condon's (1955)
- Leonard Gaskin, At the Jazz Band Ball (1962)
- Marlowe Morris, Play the Thing (1962)
- Jack Teagarden, Jazz Great (1956)

## Díjak
- 1945: Silver Award for clarinet, Esquire magazine
- 1961: Certificate of nomination, one of outstanding jazz artists, Playboy magazine
- 1961: Best Clarinetist, Melody Maker magazine

## Fordítás
Ez a szócikk részben vagy egészben  az   Edmond Hall című holland Wikipédia-szócikk ezen változatának fordításán alapul.  Az eredeti cikk szerkesztőit annak laptörténete sorolja fel. Ez a jelzés csupán a megfogalmazás eredetét és a szerzői jogokat jelzi, nem szolgál a cikkben szereplő információk forrásmegjelöléseként.